# Francisco Mignone
Francisco Mignone (Pseudonym Chico Bororó; * 3. September 1897 in São Paulo; † 18/19. Februar 1986 in Rio de Janeiro) war ein
brasilianischer Komponist.

## Leben
Francisco Mignone war der Sohn eines italienischen Flötisten und studierte am Konservatorium von São Paulo Flöte, Klavier und Komposition. Er spielte bereits im Alter von dreizehn Jahren in verschiedenen Orchestern Flöte. Ein Stipendium ermöglichte ihm ab 1920 ein Studium am Konservatorium von Mailand.
Unter dem Pseudonym Chico Bororó komponierte er populäre Stücke, die teils unter Leitung seines Vaters auf Platte aufgenommen wurden. 1924 wurde seine erste Oper O Contratador de Diamantes in Rio de Janeiro uraufgeführt. 1929 kehrte er nach Brasilien zurück. 1933 wurde er Nachfolger von Walter Burle Marx am  Instituto Nacional de Música in Rio de Janeiro.

## Werke (Auswahl)
Mignone komponierte sinfonische Werke, sechs Messen und ein Oratorium, Opern und Ballette, Kammermusik und zahlreiche Walzer für Klavier. Berühmt wurde die Congada aus der Oper O Contratador de Diamantes.
- Sinfonia do Trabalho
- Maracatu do Chico-Rei
- Festa das Igrejas
- Leilão
- Alegrias de Nossa Senhora, Oratorium nach Cecília Meireles
- O Contratador de Diamantes, Oper (Libretto von G. Bottoni nach Afonso Arinos), 1921
- L’innocente Oper (Libretto von Arturo Rossato nach Concha Espina), 1927
- Maracatu do Chico Rei, Ballett, 1933
- Leilão, Ballett, 1941
- Sugestões sinfônicas, sinfonische Dichtung/Ballett, 1969
- O Chalaça, Oper (Libretto von Humberto Mello Nóbrega), 1973
- O Sargento de Milícias, Oper (Libretto von Humberto Mello Nóbrega nach Manuel Antônio de Almeida), 1978
- Quincas Berro d’Agua Ballett (nach Jorge Amado), 1979
- Valsa de Esquina